# Wehelitz
Wehelitz (oberfränkisch: Wiläds) ist ein Gemeindeteil der Gemeinde Neudrossenfeld im Landkreis Kulmbach (Oberfranken, Bayern). Wehelitz liegt in der Gemarkung Leuchau.

## Geographie
Der Weiler liegt an einem linken Zufluss des Aubachs am Rande des breiten Talgrundes des Roten Mains und ist von Acker- und Grünland umgeben. Im Süden befindet sich die Wehelitzer Höhe. Eine Anliegerstraße führt zur Bundesstraße 85 bei Rohr (0,5 km nordöstlich). Ein Wirtschaftsweg führt nach Dreschen zur Kreisstraße KU 16 (1,4 km westlich).

## Geschichte
Der Ort wurde 1353 als „Wehliz“ erstmals urkundlich erwähnt. 1740 wurde der Ort erstmals auch „Wehelitz“ genannt. Dem Ortsnamen liegt der slawische Personenname Veli mit angehängtem Zugehörigkeitssuffix -itz zugrunde und bedeutet demnach Ort des Veli.
Gegen Ende des 18. Jahrhunderts bestand Wehelitz aus 8 Anwesen. Das Hochgericht übte das bayreuthische Stadtvogteiamt Kulmbach aus. Dieses hatte zugleich die Dorf- und Gemeindeherrschaft. Grundherren waren das Kastenamt Kulmbach (1 Gütlein), das Stiftskastenamt Himmelkron (1 Zweidrittelhof, 1 Halbhof, 1 Sechstelhof, 1 Söldengut, 1 Sölde) und der bambergische Langheimer Amtshof (2 Höfe).
Von 1797 bis 1810 unterstand der Ort dem Justiz- und Kammeramt Kulmbach. Mit dem Gemeindeedikt wurde Wehelitz dem 1811 gebildeten Steuerdistrikt Gößmannsreuth und der 1812 gebildeten gleichnamigen Ruralgemeinde zugewiesen. Mit dem Zweiten Gemeindeedikt (1818) wurde die Gemeinde nach Leuchau umbenannt. Am 1. Juli 1976 wurde Wehelitz im Zuge der Gebietsreform in Bayern nach Neudrossenfeld eingegliedert.

### Einwohnerentwicklung
| Jahr      | 001809 | 001818 | 001861 | 001871 | 001885 | 001900 | 001925 | 001950 | 001961 | 001970 | 001987 |
| Einwohner | 60     | 54     | 64     | 53     | 69     | 55     | 49     | 63     | 48     | 39     | 32     |
| Häuser    |        | 9      |        |        | 11     | 9      | 9      | 7      | 8      |        | 7      |
| Quelle    | [ 11 ] | [ 8 ]  | [ 12 ] | [ 13 ] | [ 14 ] | [ 15 ] | [ 16 ] | [ 17 ] | [ 18 ] | [ 19 ] | [ 1 ]  |

## Religion
Wehelitz ist seit der Reformation evangelisch-lutherisch geprägt und nach St. Johannes der Täufer (Hutschdorf) gepfarrt.